# Province de Melgar
La province de Melgar (en espagnol : Provincia de Melgar) est l'une des treize provinces de la région de Puno, au sud du Pérou. Son chef-lieu est la ville d'Ayaviri.

## Géographie
La province couvre une superficie de 6 446,85 km2. Elle est limitée au nord par la province de Carabaya, à l'est par la province d'Azángaro, au sud par la province de Lampa et à l'ouest par la région de Cuzco.

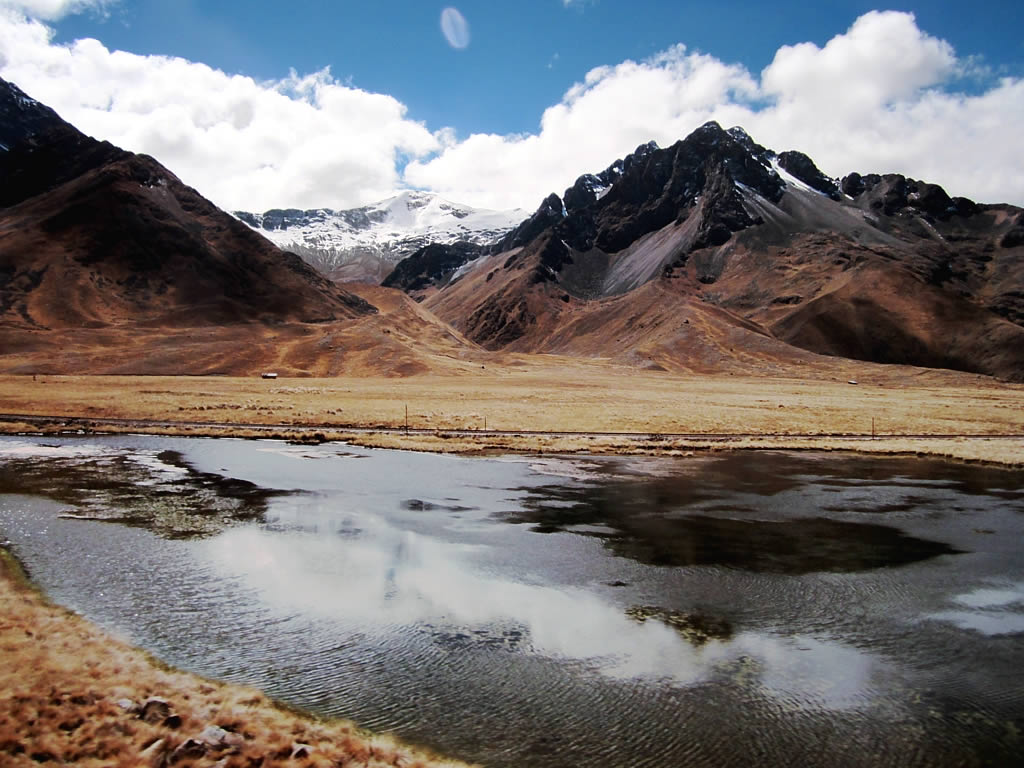
Montagnes au col de La Raya

## Population
La population de la province s'élevait à 84 739 habitants en 2005.

## Subdivisions
La province de Melgar est divisée en neuf districts :
- Antauta ;
- Ayaviri ;
- Cupi ;
- Llalli ;
- Macari ;
- Ñuñoa ;
- Orurillo ;
- Santa Rosa ;
- Umachiri.